# Helicia obovatifolia
Helicia obovatifolia är en tvåhjärtbladig växtart som beskrevs av Merr. & Chun. Helicia obovatifolia ingår i släktet Helicia och familjen Proteaceae. Utöver nominatformen finns också underarten H. o. mixta.